# Роберт Садовський
Роберт Садовський (рум. Robert Sadowski; 14 серпня 1914, Чернівці, Герцогство Буковина, Австро-Угорщина — дата смерті невідома) — румунський футболіст, воротар.

## Життєпис
Народився 14 серпня 1914 року в Чернівцях, центрі автономного краю Австро-Угорщини. Вихованець місцевої команди «Мунчіторул». У вищому дивізіоні румунського футболу дебютував 29 вересня 1939 року в складі клубу АМЕФА (Арад). Відразу став основним голкіпером команди.
В 1940 році переїхав до Бухареста. Протягом наступних восьми сезонів захищав кольори столичних клубів «Ювентус» (1938–1940), «Рапід» (1940–1947) і «Чіоканул» (1947–1948). Всього в лізі провів 205 матчів. У складі «Рапіда» тричі здобував перемоги в національному кубку. Особливо напруженим видався фінал 1940 року з «Венусом» — діючим чемпіоном. Перші три гри завершилися внічию. На четвертий матч Садовський вийшов в основному складі і його команда здобула перемогу (2:1). У суперників відзначив ще один уродженець Чернівців — Альфред Айзенбайссер.
У національній збірній дебютував 6 вересня 1937 року. В Белграді румуни поступилися збірній Югославії (1:2). У складі збірної поїхав на чемпіонат світу у Франції. Турнір проходив за кубковою схемою. У першому поєдинку зі збірною Куби ворота румунської команди захищав інший гравець. Матч закінчився внічию і за тогочасним регламентом була призначена додаткова зустріч. Саме на ту гру Роберт Садовський і вийшов в основному складі. Попри те, що румуни відкрили рахунок, у другому таймі кубинці забили два голи і пройшли далі. В сорокових роках провів ще три матчі за збірну Румунії: проти команд Словаччини (3:2), Польщі (0:0) і Албанії (0:1).
Взимку виступав за хокейні команди «Бригадіру» (Бухарест), «Драгош Воде», «Рапід», «Ювентус» (1940-1946) і «Чіоканул». Неодноразово ставав переможцем національного чемпіонату: 1938 («Драгош Воде»), 1940 («Рапід»), 1941, 1945 («Ювентус»). У складі національної збірної виступав на трьох чемпіонатах світу: 1937 (9-11 місце, провів 2 матчі), 1938 (13-14 місце), 1947 (7 місце). Серед його партнерів по збірній було троє спортсменів з Чернівців: воротар Еміль Маєшіуч, нападники Антон Паненка і Вільгельм Сук.
В кінці 1940-х Роберт Садовський переїхав до Франції. По два сезони захищав кольори ліонського «Олімпіка» і «Монако».
Подальша доля невідома.

## Досягнення
- Володар кубка Румунії (3): 1940, 1941, 1942